# 알라린호른
알라린호른(독일어: Allalinhorn, 4,027m)은 스위스 페나인 알프스에 있는 산이다. 발레주의 체르마트와 자스-페 사이에 있으며, 미샤벨 산맥의 일부이며, 돔(4,545m)에서 절정을 이룬다.
1856년 8월 28일 런던의 변호사 에드워드 레비 에임스와 임생 가문의 프란츠-요제프 안덴마텐이 처음으로 등정했다.
북동벽 바로 아래에 있는 미텔알라린(Mittelallalin, 3456m)까지 가는 메트로 알핀 케이블카의 건물은 이 산을 표준 루트(WNW 능선, 난이도 F)로 오를 때 산을 알프스 산맥에서 가장 쉽고, 인기 있는 4천 미터대 봉우리 중 하나로 만들었다. 정상 루트에서 등반가는 미텔알라린까지 탈 수 있다. 거기에서 해결해야 할 수직 미터는 약 500미터에 불과하다. 그러나 ‘가장 쉬운’ 경로라도 여전히 크레바스로 인한 객관적인 위험이 도사리고 있으므로 산악 가이드나 적절한 크레바스 구조 훈련 없이 미숙한 산악인이 시도해서는 안 된다.